# اللامتكيفون (فلم 1961)
غير الأسوياء (بالإنجليزية: The Misfits) فيلم دراما رومانسي أمريكي عرض عام 1961 من إخراج جون هيوستن، وتمثيل كلارك غيبل، مارلين مونرو، ومونتغومري كليفت.

## القصة
روزالين تاب) تم طلاقها أخيرا وبعد جهد شاق من زوجها (راي موند)، وتقابلت مع صديقها الأرمل جيدو (إيلي والخ) الذي دعاها لمزرعته لتريح أعصابها بعد معاناتها في الأسابيع الماضية، وبالمزرعة تعرفت على راعي البقر (جاي لانجلاند)، كل شيء كان على مايرام في بداية الأمر، لكن بمجرد أن وقع كل منهما في حب (روزالين) تغير كل شيء، فقد بدأت طباعهما السيئة في الظهور، وعندما تقابلوا مع صديقهم (بيرس هولاند) وذهبوا هم الأربعة لاصطياد بعض الخيول البرية الغير سوية لاستخدامها كطعام للكلاب، هنا وقعت المشكلة، وبدأت (روزالين) في اكتشاف أمرها.

## روابط خارجية
- مقالات تستعمل روابط فنية بلا صلة مع ويكي بيانات